# Suva planina
Suva planina je planina u jugoistočnoj Srbiji duga 45 km, a široka 15 km, koja u geološkom i geografskom smislu pripada karpatsko-balkanskoj grupi planina na samoj granici sa starijom Srpsko-makedonskom masom. Prostire se pravcem severozapad—jugoistok u visinskim zonama od 250  do 1.810  i počinje istočno od Niške Banje, a završava se jugozapadno od Babušnice u Lužničkoj kotlini kroz koju protiče reka Lužnica.
Sa severozapadne i severne strane Suva planina se graniči rekom Nišavom (oko koje se formiraju Belopalanačka Ostrvička i Niška kotlina), sa istočne strane Koritničkom a sa jugoistočne i južne strane Lužničkom rekom. Prema zapadu planina se postepeno spušta u Zaplanjsku kotlinu, a prema tokovima Nišave i Lužničke reke i okolnim duboko spuštenim kotlinama (Niškoj, Zaplanjskoj, Lužničkoj, Koritničkoj, Belopalanačkoj i Ostrovičkoj), najčešće strmo, ponegde okomito. Kako su kotline, površi i okolne planine znatno niže od Suve planine, ona je jasno izdvojena i istaknuta od drugih geografskih celina i vidljiva sa svih strana i sa velike daljine.
Obronci Suve planine pripadaju opštinama: Niška Banja, Gadžin Han, Bela Palanka, Babušnica i Vlasotince.
Suva planina je masiv sa izuzetnim pojavnim oblicima kraškog reljefa, riznica sedimenata različite starosti bogatih fosilnom florom, jedinstvena fitocenoza i šumski ekosistem, u okviru kojeg je zastupljeno 1.261 biljnih vrsta, od kojih 3 pripadaju prečicama, 4 rastavićima, 18 papratnicama, 6 golosemenicama i 1.232 skrivenosemenicama, i evidentirano 128 endemičnih vrsta flore, 58 vrsta lišajeva, 139 vrsta ptica itd. Zato je prema nacionalnom zakonodavstvu, proglašena za područje sa statusom rezervata prirode i objektom geonasleđa Srbije.
Od ukupno 31.860 ha površine zaštićenog područja Specijalnog rezervata prirode „Suva planina”, 18.176 ha je prvog (4,5%), drugog (8,5%) i trećeg stepena zaštite (87%).

## Položaj i prostranstvo
Položaj
Suva planina se nalazi na jugoistoku Srbije, pored magistralnog pravca Beograd—Niš—Sofija—Istanbul (ili nišavsko-maričke magistrale), udaljena 3 km od Niške Banje, 17 km od Niša i 256 km od Beograda.
Glavnom putnom komunikacijom, od Beograda do Sofije Suvoj planini se moglo pristupiti još od rimskog doba, iz Niške kotline (sa zapada) i Kunovičke površi i Sićevačke klisure (sa istoka), trima paralelnim putevima iz različitih istorijskih razdoblja; Vija militarisom u doba Rimljana, Carigradskim drumom u doba Osmanskog carstva, magistralnim putem E-80, istočni krak Koridora 10, u 21. veku.
U vreme vladavine Osmanlija pored dve paralelne trase Carigradskog druma i rimskog Vija militaris, Turci su koristili još jedan, koji su sami izgradili, možda već krajem 15. veka. On je bio znatno kraći i lakši od tadašnjeg srednjovekovnog. On je od Niša, kao i svi dotadašnji putevi, išao do Niške Banje gde se odvajao kod Vetarnika u ataru Jelašnice i prelazio iznad Jelašničke klisure, a zatim silazio u Čukljenik, da bi se kod Gornje Studene spojio sa srednjevekovnim.
Glavni prilazni pravci kojima se danas pristupa području Suve planine jesu:
- Pravac Niška Banja—Jelašnica—Čukljenik—Donja i Gornja Studena—Bojanine vode.
- Državni put I reda br.1.12 (Niš-Pirot), pravac Prosek—Jelašnica—Čukljenik—Donja i Gornja Studena—Bojanine vode.
- Magistralnim putem E-80, istočni krak Koridora 10 (Niš-Sofija), čija je izgradnja započeta 2012. i koji će biti u funkciji s kraja 2014, pravac Niš—Jelašnica—Čukljenik—Donja i Gornja Studena—Bojanine vode.
- Pravac Bela Palanka—Babušnica, lokalnim putnim pravcima II reda
- Pravac Niš—Bonjinci—-Babušnica.
- Pravca Niška Banja—Gadžin Han—Zaplanje, kroz klisuru Kutinske reke, gde vodi zaplanjsko—lužnički put ili državni pute II reda br. 241, Donji Dušnik—Gornji Dušnik
- Pravac Ravna Dubrava—Veliki Krčimir—Mali Krčimir (Semče), državni put II reda br. 242.

Prostranstvo
Suva planina se prostire pravcem severozapad—jugoistok u visinskim zonama od 250 m do 1.810 m i počinje istočno od Niške Banje, a završava se jugozapadno od Babušnice u Lužničkoj kotlini. Sa severozapadne i severne strane graniči se rekom Nišavom, sa istočne strane Koritnjakom a sa jugoistočne i južne strane Lužničkom rekom. Prema zapadu planina se postepeno spušta u Zaplanjsku kotlinu, a prema tokovima Nišave i Lužničke reke i okolnim duboko spuštenim kotlinama (Niškoj, Zaplanjskoj, Babušničkoj, Koritničkoj, Belopalanačkoj i Ostrovičkoj), najčešće strmo, ponegde okomito. Kako su kotline, površi i okolne planine znatno niže od Suve planine, ona je jasno izdvojena i istaknuta od drugih geografskih celina i vidljiva sa svih strana i sa velike daljine.
Obronci Suve planine pripadaju opštinama: Niška Banja, Gadžin Han, Bela Palanka, Babušnica i Vlasotince. Površina prostora na kome je smeštena Suva planina iznosi 31.860 hektara, od čega je 20,50 hektara u privatnoj svojini, 57,29 hektara u državnoj i 37,94 hektara u društvenoj svojini. Ovaj prostor graniči se sa KO Niška Banja sa severne, KO Bela Palanka i Babušnica sa istočne, KO Gadžin Han sa zapadne i KO Vlasotince sa južne strane.

## Geološke karakteristike
Jezgro Suve planine grade silur-devonske i karbonske stene otkrivene uglavnom u Prvokutinskoj i Sićevačkoj klisuri, u izvorištima i vrelima Jelašničke klisure, na prostoru Crvene Reke i ispod Kunovice. Njihovi predstavnici su liditi, nagoreli gvožđeviti škriljci, krečnjaci, argilošisti, silifikovani filiti, kvarciti i peščari. Iznad njih leže moćne naslage permskih peščara, karakterističnih po svojoj crvenoj boji. Ove pokrivaju donjojurski (lijaski) konglomeratični peščari i laporci raspoređeni na stranama Koritnika i kod Ljuberađe, a zatim srednjojurski fliš u zaplanjskolužničkom delu.
Gornju polovinu planine čine skoro isključivo krečnjaci titon-valendinske starosti. Nešto manje zastupljeni su i drugi odeljci iz perioda donje (otriv i barem) i gornje (santon) krede; prvi na obodu prema Koritničkoj, a drugi ka Ostrovičkoj kotlini. Kod sela Prisjana, Grnčara, Toponice, Sićeva i Svete Petke javljaju se još i magmatiti, tj. bazalt, mikrogranit i dacit.
Od tercijarnih vulkanita zastupljeni su daciti i andeziti, kao i alkalne gabroidne stene. Amfibolski andeziti i njihovi tufovi se nalaze u miocenskim sedimentima, a aglomerati dacita u miopliocenskim, sto određuje i njihovu starost. Ostali vulkaniti probijaju starije sedimente, ali im se pretpostavlja miocenska starost.
Laporoviti i silifikovani krečnjaci na jednom delu Suve planine javljaju se sporadično i na malim površinama. Krečnjaci su višestruko ubirani, navlačeni razlamani, tako da su ispresecani brojnim rasednim i drugim pukotinama koje polaze od površine, a završavaju se na dnu krečnjačke mase. Pojave uglja ukazuju da su za vreme trajanja neogenog jezera planine bile pod šumskim biocenozama. Na kratko trajanje šumskih zajednica u ovoj oblasti svedoči mala debljina lignita (uglja) na severnim padinama Suve planine.
Tektonski procesi na Suvoj planini su se inače vršili za vreme kaledonske, hercinske i po posledicama veoma značajne alpiske orogene faze, što je dovelo do stvaranja okolnih kotlina (Zaplanjske, Jelašničke, Ostrovičke, Koritničke, Babušničke i Niške). Osim toga, na niškobanjskom, ostrovičkom i belopalanačkom rasedu izbile su i poznate terme Niške Banje, Ostrovičke, Banjica i druge.
U seizmološkom pogledu teritorija Suve planine u celini spada u red trusnih oblasti na području Srbije. Svi obodni delovi kao i sam planinski masiv na seizmološkoj karti hazarda regiona Suve planine (RSZ 2010) za povratni period od 500 godina nalaze se u zoni VIIIº MSK skale.

### Geološka građa po periodama

#### Kenozoik (novo doba, 65 Ma — danas)
Neogen
Za vreme morfološke evolucije reljefa, od početka neogena do današnjih dana, razvoj geomorfoloških procesa na Suvoj planini kontrolisan je klimatskim promenama i neotektonsku pokretima.
Prema brojnim pretpostavkama smatra se da je tokom neogena klima bila toplija i vlažnija od današnje, što je stvorilo povoljne uslove za razvoj fluvijalnog i kraškog procesa. U pleistocenu je, međutim, nastupilo značajno zahlađenje. U uslovima hladnije, verovatno i suve klime, fluvijalni proces je bio usporen, posebno u glacijalnim stadijima pleistocena. Kraški proces je, takođe, bio usporen. U glacijalnom stadijumu pleistocena glavnu ulogu u morfološkom oblikovanju reljefa imao je krio-nivacioni proces, dejstvom mraza i snega. Ovo se posebno odnosi na hipsometrijski više planinske delove terena. Pod utjecajem niskih temperatura intenzivirano je mrazno razaranje stena, naizmjenično zamrzavanje i odmrzavanja tla na planinskim padinama uslovilo je razvoj soliflukacije i drugih pojava vezanih za dejstvo mraza i snega.
Neogeni slatkovodni sedimenti na Suvoj planini deponovani su u basenima koji su uglavnom predisponirani longitudinalnim dislokacijama.
Miocen
Na Suvoj planini su konstatovana sva tri odeljka miocena. U okviru sedimenata ove starosti izdvojeni su donji, srednji i neraščlanjeni srednji i gornji miocen. Miocenske starosti je najverovatnije i
- Donji miocen, prisutan je u Jelašničkom basenu, oko naselja Jelašnica i Čukljenik. Ugljonosna jedinica koja je prisutna u ovom basenu izgrađena je od sivih laporaca sa proslojcima laporovitih peščara, peskovitih krečnjaka i glinaca. Retko se javljaju bituminozni glinci i tufiti. Razvijeno je više slojeva mrkog uglja različite debljine (od 1 do 5 m).
- Srednji miocen prisutan je u Zapalnjskom basenu. Predstavljen je slatkovodnim tvorevinama deponovanim u plitkovodnim jezerskim basenima. Ove tvorevine leže transgresivno preko crvenih permskih peščara i staropaleozojskih škriljaca, sa istočnom granicom, prema mezozojskim krečnjacima. Od oboda ka centralnom delu basena javljaju se žuti i crveni kvarcni peščari, gline i glinoviti pesčari, mestimično sitnozrni konglomerati i peskovi.
- Srednji i gornji (neraščlanjeni) miocen, prisutan je u Jelačničkom basenu. Ovoj jedinici pripadaju pretežno klastični sedimenti, koji leže transgresivno ili preko starijih stena ili preko ugljonosne donjomiocenske serije. To su crvene i mrke peskovito-šljunkovite gline sa slojevima peska, šljunkova i konglomerata, dok su u severozapadnom delu razvijeni laporoviti, glinoviti i peskoviti sedimenti sa proslojcima tufita amfibol-biotitskih andezita.

Pliocen
Sedimenti pliocena su zastupljeni svojim donjim delom (u Zaplanjskom basenu) ili neraščlanjenim pliocenom (Babušnički, Belopalanački i Pirotski basen).

#### Mezozoik (srednje doba 251 Ma — 65 Ma)
Mezozoik četvrta je geološka era koja je trajala oko 160 miliona godina. Deli se na tri perioda: trijas, juru i kredu. Tvorevine mezozoika izgrađuju najveći deo terena Suve planine.
Trijas
Trijas je zastupljen svojim donjim delom, a transgresivan je preko permskih crvenih peščara. Sajskim slojevima verovatno pripadaju gruboklastični sedimenti, a kampilskim odgovaraju krečnjaci, dolomiti i arkozni peščari sa lamelibranhijatskom faunom.
|-
Jura
Tvorevine jure izgrađuju znatan deo terena Suve planine. Najviše su zastupljeni heterogeni klastieni i karbonatni sedimenti iz perioda srednje i gornje jure.
Srednjoj juri pripadaju tanki heterogeni karbonatni i klastični sedimenti, transgresivni preko permskih crvenih peščara iii preko sedimenata donjeg trijasa.
Gornjosilurske tvorevine su pouzdano konstatovane na malom prostoru u jezgru antiklinale Suve planine, gde su predstavljene krečnjacima sa ortocerasima i krinoidima. Gornjojurske tvorevine počinju neritskim dolomitično-krečnjačkim sedimentima, oksforsdkog i kimeričkog sprata, koji prelaze u sprudne i subsprudne krečnjake titona.
Titon (kao gornjojurska epoha), međutim, zastupljen je i flisom koji se deponuje i kroz početak donje krede. U flisu se razlikuju 3 dela: klastični flis, klastični flis sa olistostromima i karbonatno-klastični flis. Ove tvorevine sadrže faunu amonita i aptihusa kao i veoma krupne krečnjačke olistolite jurske starosti, uglavnom sprudnog karaktera.
Kreda
Sedimenti donje krede su najrasprostranjenije mezozojske tvorevine na prostoru Suve planine. Konkordantni su sa slojevima gornje jure. Predstavljeni su karbonatnim i klastičnim sedimentima neritske facije, a u južnom delu terena flisom, koji naviše prelazi u donjokrednu postflisnu jedinicu.
Na ostalom delu terena tokom valendijskog i otrivskog sprata deponuju se plitkovodni krečnjaci, a mestimično i klastični sedimenti otriva.
U baremu i delom u aptu usled oplićavanja taložili su se sprudni krečnjaci urgonske facije, koje tokom apta smenjuju plitkovodni klastično-karbonatni sedimenti.
Na jugozapadnim padinama Suve planine, međutim, apt je predstavljen klastičnim sedimentima bogatim faunom, kojima nije poznata ni podina ni povlata.

#### Paleozoik (staro doba, 542 Ma — 251 Ma)
Devon
Devon je na Suvoj planini zastupljen sa sva tri svoja odeljka. Faunistički je potvrđen donji devon, dok su srednji i gornji, koji su zastupljeni flišem, potvrđeni otkrićem flore iz te epohe. Na severozapadnom delu Suve planine razvijeni su škriljci i peščari sa sočivima krečnjaka i konodontskom faunom koja odgovara gornjem devonu i donjem karbonu.
Karbon
Karbonske sedimente Suve planine čine konglomerati, peščari i glinci, diskordantni preko devona, koji naviše konkordantno prelaze u permske peščare. Verovatno je karbonske starosti mala masa plagiogranita u jezgru antiklinale Suve planine ta koja je probila gabroamfibolite i silurske sedimente.
Perm
Permske tvorevine Suve planine predstavljene su crvenim peščarima, koji su konkordantni sa karbonskim sedimentima iii diskordantni preko staropaleozojskih stena.
U donjem delu crvenih permskih peščara nalaze se krupnozrni konglomerati tipa subgrauvaka, rede subarkoza crvene boje, preko kojih leže bankoviti, ređe slojeviti crveni kvarcni peščari, subgrauvake i grauvake. Iznad njih su sivi i žuti kvarcni peščari sa paketima ljubičastih i rumenih glinovitih peščara koji čine završni deo jedinice. Za celu formaciju crvenih permskih peščara karakteristična je potpuna sterilnost. Debljina joj varira i kreće se od nekoliko stotina do 1.000 m.

## Geomorfološke karakteristike
Geomorfološka proučavanja Suve planine započela su u 19. veku (Ami Boué; 1836, 1840, 1870).
Od srpskih geologa prve podatke o geološkim istraživanja Suve planine objavio je Žujović J. (1889, 1893), u Osnovama za geologiju Srbije. Najznačajnije radove o geologiji ove oblasti dao je Petković K. (1930). koji je Suvu Planinu opisao kao veliku antiklinalo predstavljenu planinu sa valendijskim i otrivskim krečnjacima i osom pružanja severozapad — jugoistok. U jezgru antiklinale, u slivu Crvene reke, Petković je otkrio prisustvo paleozojskih škriljaca, permske crvene peščare, glinice i konglomerate.
Na Suvoj planini je Nikolić R. (1912) zapazio je i opisao izvesne oblike koji podsećaju na glacijalne, pa je na osnovu toga pretpostavljao da je ova planina „u glacijalna doba bila zaglečerena”.
Prve podatke o pećinama i podzemnoj hidrografiji Suve planine dao je Jovan Cvijić (1895), koji je detaljno opisao podzemne tokove istočne Srbije i na stranama Suve planine (1986) konstatovao brojne kraške izvore, i neke od njih detaljno opisao.
Suvu planinu je Jovan Cvijić (1912) podelio na tri dela: potkovičasti greben, obluk Crvene reke i površ Valožja.
Najtipičniji oblici površinske kraške morfologije Suve planine su vrtače. Na ovoj planini zastupljeni su svi tipovi vrtača, od plitkih tanjirastih do dubokih bunarastih. One su razvijene, uglavnom, na zaravnjenim delovima krečnjaka, dok su na padinama znatno ređe ili potpuno nedostaju. Najbrojnije su na kraškim površima Suve planine. Vrtače različitih dimenzija i oblika (prečnika 150 — 200 m, dubine do 50 m) zastupljene su svuda na Valožju. Dna ovih vrtača obično su prekrivena slojem crvenice, a u nekima se javljaju i aluvijalni ponori. U pojedinim delovima terena vrtače su vrlo česte (preko 100 na 1 km²), te se takve površine krečnjaka nazivaju „boginjavi kras”. Vrtače boginjavog krasa su haotično rasute po čitavoj površini, ali je zapaženo da se neke od njih javljaju u nizovima, duž raseda ili po dnu suvih dolina, tako da se van boginjavog krasa na Suvoj planini uočavaju i pojedinačne, vrtače.
Valoge se, pored na Valožju, javljaju i u drugim delovima Suve planine iznad 1 300 m nadmorske visine. Imaju dužinu do 1 km, a širinu 150 — 200 m.
Podzemni kraški oblici reljefa na Suvoj planini predstavljeni su jamama pre svega. Poznate jame su: „Ledenica pod Tremom”, „Jama u Konjskom” i „Jama u malom Konjskom”. „Ledenica pod Tremom” je najviša i jedina stalna jama ledenica u istočnoj Srbiji (1.780 m nadmorske visine). „Jama u Konjskom” je najdublja od ove tri (62 m), tipska je ponorska jama a nalazi se na visini od 1.100 m. „Jama u malom Konjskom” je tipičan predstavnik jama na površi Valožja, a nalazi se na dnu levkaste vrtače. Na površi Valožju ispitano je još 9 jama. Na Suvoj planini nema značajnijih pećina. Širom Suve planine, uglavnom na nepristupačnim mestima, mogu se videti ovalni otvori koji podsećaju na ulazne otvore pećine. To su uglavnom ulazi u okapine, a prave pećine uglavnom su predstavljene prostim pećinama. Pećina Peć u ataru sela Bežište najveća je na strani Koritničke kotline. Ima visinu tavanice do 8 m, a duža osa joj je 20 m. Vredne pomena su pećine Košutina Duvka na padinama Divne Gorice, Terzinska duvka na Valožju itd.
Bogata morfološka ornamentika, daje veoma atraktivan izgled Suvoj Planini, dopunjena je specifičnim oblicima kraške erozije: prozorcima, potkapinama, šupljinama i kavernama u stenama. Veličinom, lepotom i bizarnošću svoga položaja posebno se ističu prozorci Kupina i Sveti Ilija i nekoliko potkapina u Jelašničkoj klisuri.
Najmarkantniji oblici fosilnog i recentnog fluvijalnog reljefa u regionu Suve planine su Jelašnička i Sićevačka klisura.
Litološka i reljefna struktura Suva planina omogućila je da viši delovi planine upijaju skoro svu količinu atmosferskog taloga tako da su oni praktično bezvodni. Stoga joj ime Suva planina u potpunosti odgovara, jer na prostoru od preko 50 km² postoje svega dva slaba izvora i to u sektoru Rakoša. Međutim u podnožju, Suve Planine vrela su daleko brojnija, ali neujednačene izdašnosti.
- Udubljenja (depresije) u kraškom reljefu Suve planine

## Prirodne odlike
Suva planina se u vidu potkovice prostire počev od sela Ljuberađa (opština Babušnica) ka severozapadu u dva smera: severnim krakom do Crvene Reke i severozapadnim krakom do Niške Banje. Na severozapadu planine nalazi se visoravan Rakoša, nadmorske visine od 1.250 m do 1.450 m, koja zauzima središnji deo Suve planine. Na Rakošu, na nadmorskoj visini od 1.300 m, ispod vrha Tresten (1.470 m) nalazi se najveći i najznačajniji izvor na ovoj planini.
Nakon Rakoša, Suva planina se račva na dva dela: severni i zapadni krak:
Severni krak
Sa vrhovima visine oko 1.450 m, prostire do sela Crvena Reka na teritoriji opštine Bela Palanka.
Zapadni krak
Sa vrhovima visine i do 1.810 m, prostire se do Niške Banje i predstavlja najviši deo Suve planine.
Na severoistočnoj strani Suve planine nalazi se ponor dubok oko 1.000 m. Ovaj deo Suve planine je uglavnom kamenit, a šume se nalaze samo u nižim delovima.
Predeo od vrha Golemo stražište do vrha Trem takođe liči na visoravan, ali je u potpunosti sastavljen od vrtača i uvala koje su na svom dnu travnate. Odavde pa na zapad, nižu se značajni vrhovi: Golemo stražište (1713 m), Đjordina čuka (1.735 m), Trem (1.810 m, najviši vrh na planini), Sokolov kamen (1.523 m), Kolov kamen (1.361 m), Mosor (985 m), Crni kamen (870 m) i Širina iznad Niške Banje (808 m).
Veći vrhovi u južnom delu planine, koji su inače obrasli gustim rastinjem i šumom, jesu Glogov vrh (1.206 m), Golemi vrh (1.535 m), Litica (1.683 m), Crni vrh (1.164 m), Mečji vrh (1.184 m), i Plakalnica (1.140 m).
Severozapadni deo planine čini lanac od vrha Trema do vrha Mosora dok južni deo planine čini visoravan sa puno nižih vrhova na nadmorskoj visini od 1.000 m do 1.600 m. Ova visoravan je pretežno obešumljena, prekrivena pašnjacima, a na pošumljenim delovima obrasla je mešovitom šumom (vidi tabelu, dole).
Planinski deo terena se karakteriše jako razuđenim reljefom sa velikim visinskim razlikama, što je uslovljeno geološkom građom. Niži i morfološki blaži reljef imaju Zaplanjska i Koritničko-babušnička potolina, koje ograničavaju Suvu planinu sa jugozapadne i severoistočne strane, pružajući se paralelno sa planinskim grebenom. Nadmorske visine ovih potolina se pretežno kreću između 400 i 500 m, dok su najniže tačke vezane za aluvijalne doline Nišave (204 m) i Južne Morave (222 m).

## Klima
Smatra se da je u toku neogena klima Suve planine bila toplija i vlažnija od današnje, i da su u to doba postojali povoljni uslovi za razvoj fluvijalnog i kraškog procesa. U pleistocenu klima se značajno izmenila i nastupilo je značajno zahlađenje, sa hladnijom, verovatno suvom klimom, što je uticalo na brojne promene u formiranju reljefa Suve planine. Pod uticajem niskih temperatura intenzivirano je mrazno razaranje stena, naizmenično zamrzavanje i kravljenje tla na padinama Suve planine što je uslovilo razvoj soliflukacije i drugih pojava vezanih za dejstvo mraza i snega.
Tokom pleistocena naizmenično su se smenjivali, glacijalni stadijum sa toplijim interglacijalnim. Ove klimatske promene imale su veliki uticaj na intenzitet razvoja pojedinih procesa, pre svega fluvijalnog i kraškog.
Posle pleistocena dolazi do otopljavanja. Egzogeni procesi se odvijaju u uslovima znatno toplije i vlažnije klime u odnosu na klimu u glacijalnim stadijumima pleistocena, te fluvijalni proces preuzima glavnu ulogu u oblikovanju reljefa, koji se na Suvoj planini zadržao do danas.
Današnji klimatski uslovi su pogodni za razvoj kraškog procesa koji se, sa izvesnim zastojima u glacijalnim stadijumima pleistocena, odvija od neogena do danas. Stoga su na Suvoj planini zastupljeni svi karakteristični površinski i podzemni oblici kraškog reljefa.
Suva planina danas je pod uticajem umereno-kontinentalne klime, u nižoj zoni, dok je na višim nadmorskim visinama Suva planina ima karakteristike subplaninske i planinske klime. ili u Gornjem Zaplanju preovladava nešto oštrija umereno-kontinentalna klima,
dok je u Donjem Zaplanju ona nešto blaža.
Na umereno-kontinentalnu klimu Suve planine pored spoljnih faktora utiču i lokalni, unutrašnji faktori, od kojih su najznačajniji pravci pružanja Zaplanjske kotline, grebena Suve planine, Kruševice, Babičke gore i Seličevice, kao i povezanost sa dolinom Južne Morave (preko Barbeške udoline), dolinom Nišave (preko Gadžinhanske kotlinice) i dolini Puste reke, Lužnice i Vlasine (preko prevoja Dubrava), nadmorska visina, vegetacija i drugi.
Glavne karakteristike ove klime su topla leta i hladne zime sa dovoljnim i relativno pravilnim rasporednom padavina tokom godine. Srednja godišnja temperatura vazduha je 11,6°C, najhladniji mesec je januar sa srednjom temperaturom - 0,4°C, a najtopliji jun i juli sa 22,3°C, i godišnjom amplitudom koja iznosi 22,7°C. Godišnje amplitude na teritoriji čitave oblasti, imaju isto velika kolebanja koja se kreću od 17,9°C, na vrhu Suve planine do 22,3°C na najnižem kotlinskom delu. Ovakav tok temperatura ukazuje da je jesen neznatno toplija od proleća, što se tumači trošenjem izvesne količine temperature na otapanje snega u prolećnim mesecima.
Primenom temperaturnih gradijenata za svakih 100 metara visine mogu se zapaziti znatne oscilacije srednje mesečne i srednje godišnje temperature pa su srednja januarska temperatura za celo područje kreće od 0,8°C i - 5,8°C na Tremu, najvišem vrhu Suve planine. Veća kolebanja srednje mesečnih temperatura se ovde javljaju u letnjim mesecima (8°C), gde se u junu kreću od 12,9°C na glavnom grebenu Suve planine, do 20,9°C u Gadžinom Hanu. Uvidom u srednje godišnje temperature zaključuje se da najveći deo ovog područja pripada zoni gde se srednje godišnje temperature kreću u granici od 10°C do 12°C.
Na planini duvaju i vetrovi, od kojih su najvažnija dva: dolnjak i gornjak. Dolnjak je vetar severozapadnog pravca, a gornjak istočnog, sa jako hladnim i razornim dejstvom, naročito u zimskim mesecima kada spušta temperaturu značajno ispod nule.

## Vode i vodno zemljište
Suva planina je siromašna vodom, zbog propustljivosti krečnjaka, kroz čije pukotine padavine poniru do vododržljivih slojeva. Prostrano Valožje, na visini od oko 1400 m, daje sliku kraške zaravni sa bezbrojnim uvalama i vrtačama, a uz to je i bezvodno.
Izvori i rečni tokovi su ograničeni na podnožje planine, dok na samom krečnjaku postoji samo jedan izdašniji izvor, u podnožju Rakoša, na 1260 m, što je jedan od najviših izvora na krečnjaku u istočnoj Srbiji.
Na prelasku krečnjaka u vododržljive stene (mahom crveni peščari) voda izbija na par mesta u obliku manje — više snažnih vrela, koja su raspoređena duž oboda Suve planine. Među velikim brojem malih postoji i nekoliko velikih izvora, sa značajnijom izdašnošću, koji su kaptirani i koriste se za vodosnabdevanje. Izvorišta Mokra, Divljana i  Studena deo su Nišavskog regionalnog podsistema u sklopu budućeg regionalnog Donje — južnomoravskog sistema vodosnabdevanja. Voda je standardno visokog i pouzdanog kvaliteta i snabdeva naselja: Bežište, Donju Koritnicu, Divljanu, Mokru, Gornju i Donju Studenu. Izvorište „Vrelo” nalazi se u naselju Gornji Dušnik, i deo je „zaplanjskog” vodovodnog sistema.
Hidrografska mreža Suve planine koja je jako razgranata posredno iIi neposredno pripada slivu Južne Morave. Glavni vodeni tok je Nišava, koja drenira najveći deo terena, zajedno sa svojom pritokom Kutinskorn rekom. Manji deo površinskih tokova gravitira ka Lužnici a neznatnim delom neposredno u Južnu Moravu.
Najznačajniji vodotoci Suve planine su leve pritoke Nišave: Crvena reka, Ostrovička reka, Kunovička reka i Jelašnička reka. Izvori zapadnog najobešumljenijeg dela planine se slivaju u Kutinsku reku, koja teče kroz Zaplanje i uliva se u Nišavu. Potočići na južnom delu planine se ulivaju u pritoke Vlasine, Lužnice i Puste reke, a oni sa istočne strane planine u Koritničku reku.

### Termalni izvori i banje
U regionu Suve planine postoji više termalnih izvora od kojih su najizdašniji termalni izvori Niške Banje, Ostrovičke terme i Banjice. U području Suve planine, na kome se nalaze i ova vrela,ima još desetak manjih vrela ali je vrelo Niške Banje jedino radioaktivno termalno vrelo. Sadržaj radioaktivnog radona, je relativno mali i kreće se oko 4.10−9 Curie/lit. Ispitivanja su pokazala da je koncentracija radona u vodama ostalih vrela Suve planine neznatna čak i manja od normalnih. To znači da na ostalim vrelima ne postoji mogućnost značajnija akumulacija radionukleida.
Od navedenih najpoznatiji su, još iz vremena starih Rimljana, termalni izvori lekovite vode Niške Banje („Glavno vrelo”, „Suva Banja”, „Školska česma”, „Banjica” i „Pasjača”), koji pripadaju grupi zemnoalkalnih homeotermi (36—38 °), blago mineralizovanih, sa kapacitetom izvorišta od 56 litara u sekundi.
Vrela se javljaju u rasednoj zoni Nišavskog raseda na tercijarnoj terasi Nišavske doline. Prema naslagama bigra koji je istaložila voda „Glavnog vrela”, njegova starost se ceni na preko 26 milenijuma.
Na osnovu geoloških i hidrogeoloških istraživanja, pretpostavlja se da je termalna voda Niške Banje vadozna, meteorska voda sa sliva Suve planine koja ponire u veće dubine gde se zagreva, pa ponovo izbija na površinu koristeći Nišavski rased.
Sabirnu oblast voda Niške Banje predstavlja pojas koji se pruža između Studeničkog i Zaplanjskog raseda pravcem severozapad-jugoistok na dužini od oko 50 km i površina oko 150 km². Najveći deo sabirne oblasti čine lijaski peščari, koji su pokriveni intenzivno skarscenim krečnjacima Suve planine i Koritnika.
U dubinu, ova voda prodire do kontakta crvenih peščara i škriljaca koji je ispred Nišavskog raseda na dubini od oko 1.500 m, na kojoj se voda, uz lagano kretanje, može da zagreje do preko 50 °. Sabirna oblast u južnom delu nalazi se na 2.000 m iznad ovog kontakta, te je voda na rasedu pod dovoljnim hidrostatičkim pritiskom da se popne do površine.
Prilikom penjanja, voda se rashlađuje usled priliva hladnije vode iz viših horizonata peščara i hladne kraške vode.
Kod sela Ostrovice (istočno od Niške Banje) javlja se razbijeno izvorište termomineralne sumporovite vode koje je vezano za ravnodolski rased. Na glavnom vrelu temperatura vode iznosi 23 ° a na dva bočna 19 °, dok se izdašnost kreće od 4 do 15 litara u sekundi.
Jedan izvor termalne, veoma slabo mineralizovane vode nalazi se kod sela Mokre, južno od Bele Palanke. Ovaj izvor pri minimalnoj izdašnosti daje 150 litara u sekundi, dok temperatura vode iznosi 19,5 °.

## Mineralne sirovine
Metali
Pojave bakarnih ruda na prostoru Suve planine su isključivo povezane sa crvenim permskim peščarima. Javljaju se u vidu impregnacija, žca, žilica i gnezdastih nagomilanja. Najčešći vizuelno uočeni metalični minerali su malahit i azurit, dok su mikroskopski utvrđeni halkozin, kovelin, halkopirit i bornit. Ova orudnjenja su uglavnom poznata od ranije i mnoga od njih su bila istraživana u ataru sela Kosmovca, Vete, Gornje i Donje Studene, Bancareva i Kunovice. Kvalitet i kvantitet poznatih orudnjenja dozvoljavaju da se govori samo o pojavama bakra, jer ekonomski značajna ležišta nisu konstatovana.
Uočene pojave orudnjenja gvožđa na padinama Suve planine nema ekonomski značaj.
Nemetali
Mineralno i rudno i bogatstvo Suve planine, osim bogatstva u krečnjaku je relativno skromno. Krečnjaci čine osnovnu masu Suve planine, a celokupno područje predstavlja jedinstvenu krašku oblast, koja zahvata najveće krečnjačke površine u krečnjačkim predelima istočne Srbije. Krečnjak, zahvata velike, neprekidne površine, a pokazuju se najviše kao masivni i tankoslojni krečnjak sa visokim (>90%) sadržajem CaCO3. Bogatstvo u krečnjaku motivisalo je stanovnike mnogih sela da se bave proizvodnjom kreča kao zanatskom delatnošću. Za dobijanje potrebne energije pri krečarenju, kao energent koristi se isključivo drvna masa sa ovog područja.
Pored krečnjaka, na Suvoj planini značajno je prisustvo i drugih stena pogodnih mehaničkih osobina, koje predstavljaju značajnu sirovinsku bazu za proizvodnju građevinskog i ukrasnog kamena.
Na Suvoj planini otkrivene su rezerve nemetala kalcita u predelu sela Jagličja, Ćelija, Čagrovca, a utvrđena je i pojava fosilnog kalcita kod sela Mokre. Značajne količine bigra otkrivene su u području Velikog Krčimir, a tufova u području Gornjeg Dušnika. Od metaličnih mineralnih sirovina istražena je pojava bakra u okolini sela Vete i Kosmovca.
Ugljevi
Pojave uglja ukazuju da je za vreme trajanja neogenog jezera Suva planina bila pod šumskim biocenozama. Na kratko trajanje šumskih zajednica na ovoj planini svedoči mala debljina lignita. Pojave uglja su otkrivene na severnim padinama Suve planine, u dolini Crvene reke i kod Novog Sela.
Južno od sela Vete, na severnim padinama Suve planine, otkrivene su male pojave kamenog uglja u karbonskim peskovitim i glinovitim škriljcima. Tanki proslojevi uglja su jako ubrani i polomljeni, usled čega je ugalj vrlo trošan i grafitičan. Toplotna energija prelazi 7.000 kcal, ali ova pojava s obzirom na količinu uglja nema nikakvog ekonomskog značaja.
Na terenu Suve planine eksploatisan je samo ugalj jelašničkog basena, koji leži u donjo-miocenskim laporcima, laporovitim peščarima, peskovitim krečnjacima i glinama sa proslojcima bituminoznih škriljaca i tufita. U njima je razvijeno više ugljenih slojeva različite debljine (1–5 m), koji pripadaju mrkim ugljevima niskog stepena karbonizacije sa prosečno 24,5% vlage i 14% pepela. Toplotni efekat iznosi 3.700-4.200 kcal. Rudnik nije vise u eksploataciji, mada rezerve nisu iscrpljene.
U plioecenskim laporovito-peskovitim sedimentima na više mesta zapažene su manje pojave lignita, obično lošeg kvaliteta i bez ekonomskog značaja. Tako u zaplanjskom basenu (kod Malog Bonjinca i Zavidinca) ima ugljenih slojeva debljine 15–20 cm, a u belopalanačkom basenu (kod Novog Sela i Špaja) debljine do 60 cm. Beznačajnih pojava lignita ima na severoistočnom obodu babušničkog basena, u ataru sela Kaluđereva.
Na području Suve planine trenutno nema aktivnih rudnika. Jedini rudnik koji je postojao na Suvoj planini bio je rudnik uglja koji je u selu Jelašnica, radio od 1885. do 1963, i sredinom pedesetih godina 20. veka proizvodio od 80.000 do 90.000 tona kvalitetnog mrkog uglja godišnje, zatvoren je za eksploataciju zbog nepovoljnog položaja rudnika sa jamskim kopom na tržištu.

## Demografija
Stanovništvo
Na području Suve planine prema popisu iz 2002. godine živelo je 4.304 stanovnika, što je u odnosu na popis iz 1948. godine (16.961 stanovnika), pad broja stanovnika za 74,63% čiji uzroci najvećim delom leže u spontanom raseljavanju stanovništva. U istom periodu (1948. do 2002) smanjen je i broj domaćinstava za 31,81% (od 2.895 na 1.974), a prosečna veličina domaćinstva (sa 5,85 na 2,18 člana po domaćinstvu).
Stanovništvo Suve planine je nacionalno homogeno, sa dominacijom srpske etničke zajednice koja učestvuje sa 96,07% u strukturi stanovništva. Sledi romska sa 2,83%, dok ostale etničke zajednice (Hrvati, Crnogorci, Jugosloveni, Bugari, Makedonci, Rusi) učestvuju sa 1,1%.
Autohtono stanovništvo čini 86,83%, dok doseljeno stanovništvo čini 13,17% od ukupnog stanovništva. U strukturi autohtonog stanovništva (2002) dominira stanovništvo koje od rođenja stanuje u istom mestu (71,12%), a doseljeni sa teritorije iste opštine čine 15,71% od ukupnog broja stanovnika. U strukturi doseljenog stanovništva dominira stanovništvo doseljeno iz drugih opština Centralne Srbije (10,85%). Učešće stanovništva doseljenog iz pokrajina je neznatno (0,35%) i doseljenog stanovništva iz bivših republika SFRJ (1,67%).
Starosna struktura stanovništva je jako nepovoljna sa tendencijom stalnog smanjenja broj stanovnika mlađih od 19 godina, (10,53% stanovništva). Stanovnici od 60 i više godina čine 53,08%. Prosečna starost iznosi 53,3 godina, i prema stadijumu demografske starosti teritorije, Suvu planinu karakteriše najdublja demografska starost.
Mreža naselja
Prosečna gustina naseljenosti 2002. iznosila je 14 st/km², što je daleko ispod republičkog proseka (98 st/km²).
Sva naselja, kojih na ovom prostoru ima 24 su prosečne veličine 13,27 km², i ruralnog su tipa. Od ukupnog broja 62,5% spada u kategoriju veoma malih naselja (do 200 stanovnika) koja obuhvataju 36,69% ukupnog stanovništva. Ostalih 37,5% naselja, u kojima živi 63,31% stanovništva, spadaju u kategoriju malih naselja (od 200 do 500 stanovnika). Od ukupnog broja naselja šest (25%) spada u kategoriju izrazito malih naselja ispod 100 stanovnika i ona obuhvataju 9,47% ukupne populacije. U kategoriji malih naselja od 101 do 200 stanovnika spada osam (33,3%) naselja i u njima živi 22,8% populacije. U kategoriji malih naselja od 201 do 300 stanovnika spada pet (20,8%) naselja i u njima živi 25,8% populacije, dok u kategoriji malih naselja od 301 do 500 stanovnika, spada pet (20,8%) naselja i u njima živi 41,9% populacije.
Prema nadmorskoj visini na Suvoj planini izdvajaju se tri tipa naselja:
- Brdska naselja (400 do 700 m) — koja su najzastupljenija.
- Niskoplaninska naselja (700 do 1.000 m).
- Dolinski tip naselja (200 do 400 m).

Naselja na području Suve planine sa morfološkog aspekta svrstavaju se u dva tipa:
- Zbijeni tip — sela u dolinskim delovima i pobrđu
- Razbijeni tip — sela u planinskim delovima, izdeljena na zaseoke.

## Istorijat
Prve podatke o Suvoj planini publikovao je Ami Boué (Ami Bouė, 1836, 1840, 1870), u kojima je opisao crvene peščare i krečnjake Suve planine, za koje je smatrao da su trijaske starosti. On je Belavu, prvo označio kao kredu, pa kao trijas.
A. Viquesnel (1842) na svojoj „Carte d'une partie de la Servie et de l'Albanie” obuhvatio je tercijar Zaplanja, čiji je zapadni obod označio kao gnajs, a istočni, deo Suve planine, kao kredu.
F. Hochstetter (1872) prikazao je u svojim istraživanjima Zaplanje i Suvu planinu kao trijas i juru, i u njima izdvojio crvene peščare Kutine i golt pored reke Nišave.
F. Toula (1875, 1889) je u dva maha proputovao Suvu planinu i ostavio prikaze pojedinih lokalnosti, na kojim je prvi paleontološki dokumentovao kredu, dok je Belavu je smatrao najpre jurskom, zatim krednom.
Od domaćih istraživača J. Žujović (1884, 1893), prvi je u „Osnovama za geologiju Srbije” i „Geologija Srbije” pisao o Zaplanju, Suvoj planini. On je kristalaste škriljce raščlanio u dve grupe: starije — azojske i mlade — paleozojske starosti. Opisao je crvene peščare Zaplanja i „tercijarne slojeve” i izdvojio azojske i paleozojske stene, crvene peščare, trijas, juru i kredu, slatkovodni tercijar sa ugljem, kvartarne terase i bigar.
Iz perioda pre prvog svetskog rata priloge o geologiji Suve planine ostavili su:
- D. Antula (1900, 1908, 1910), u svojim napisima o bakarnim rudama u crvenim peščarima Studene i uglju Jelasnice.[58][59][60]
- P. Pavlovic (1903) u svojim napisima o tercijarnoj fauni iz melanopsidnih laporaca Jelašnice.[61]
- P. Ilić (1904) o pojavama uglja na Suvoj planini.[62]

## Specifičnosti Specijalnog rezervata prirode
Specijalni rezervat prirode „Suva planina” u administrativnom smislu, obuhvata delove teritorija opština Gadžin Han i Bela Palanka i gradske opštine Niška Banja, sa 24 naseljena mesta, u kojima je 2002. živelo 4.750 stanovnika, i to:
- Na teritoriji opštine Bela Palanka, deset katastarskih opština (Bežište, Gornja Koritnica, Donja Koritnica, Divljana, Mokra, Kosmovac, Novo Selo, Vrgudinac, Toponica i Veta).
- Na teritoriji opštine Gadžin Han, dvanaest katastarskih opština (Veliki Krčimir, Mali Krčimir, Veliki Vrtop, Šebet, Kaletinac, Sopotnica, Gornji Dušnik, Miljkovac, Ćelije, Čagrovac, Jagličje, Koprivnica).
- Na teritoriji gradske opštine Niška Banja, dve katastarske opštine (Gornja Studena i Donja Studena).

Ukupna površina područja Specijalnog rezervata prirode „Suva planina” iznosi 31.860 ha — 16.433 ha (51,58%) na teritoriji opštine Bela Palanka, 13.155 ha (41,29%) na teritoriji opštine Gadžin Han i 2.272 ha (7,13%) na području gradske opštine Niška Banja.
Kao Specijalni rezervat prirode u skladu sa Zakonom o zaštiti prirode Srbije, područje Suve planine predstavlja EMERALD područje (sa UPZ statusom zaštite), kao i međunarodno značajno područje za zaštitu ptica (IBA), biljaka (IPA) i leptira (PBA). 
| Osnovne specifičnosti Specijalnog rezervata prirode (SRP) Suva planina | Osnovne specifičnosti Specijalnog rezervata prirode (SRP) Suva planina |
| Specifičnosti                                                          | Obeležja specifičnosti rezervata |
| ---------------------------------------------------------------------- | --- |
| Izvornost                                                              | Područje rezervata se na osnovu izvornosti ocenjuje kao veoma dobro očuvano, bez značajnih i vidljivih negativnih intervencija čoveka |
| Reprezentativnost                                                      | Područje rezervata se po reprezentativnosti valorizuje najvišom ocenom, zbog velikih površina pod pašnjacima i šumskim kompleksima i pojedinih predstavnika flore, faune i vegetacije. |
| Retkost                                                                | Biodiverzitet rezervata je dobro očuvan i veoma izražen, dok se geodiverzitet prirodnog dobra Suve planine smatra retkim u geološkoj građi Srbije. |
| Raznovrsnost                                                           | Raznovrsnost Suve planine se najviše ogleda u specifičnim obeležjima predela i živom svetu, sa neočekivano velikim brojem različitih vrsta flore i faune, na mozaično raspoređenim staništima. |
| Celovitost                                                             | Kao celovitost na Suvoj planini se posebno izdvajaju karstne površi Valožja i planinski greben Trema kao geomorfološki dobro individualisan prostor. |
| Lepota                                                                 | Lepota predela i pejzažnih obeležja Suve planine je vrlo visoka. Lepota (estetika) se posebno ogleda u kontrastu kontura strmih šumovitih padina sa zaravnjenom plastikom na površi, fascinantnom sezonskom dinamikom i živopisnošću boja i mozaičnom smenom raznovrsnih ruralno-pastirskih ambijentalnih sekvenci. Suva planina takođe predstavlja pejzažnu dominantu na području koje razdvaja Ponišavlje i Južno Pomoravlje i predstavlja pravi vidikovac Južne Srbije, jer se sa nje pruža fantastičan pogled na Kopaonik, Staru planinu, Rtanj, Babičku Goru, Jastrebac, Vidojevicu, Pasjaču... |
| Očuvanost                                                              | Ni jedan elemenat životne sredine Suve planine nije značajnije ugrožen ili degradiran, a izgled predela nije narušen direktnim uticajima privrednih aktivnosti čoveka. |

## Flora i fauna
Razuđenost terena, ekstremna kolebanja klimatskih činioca, od podnožja do vrha Suve planine, i ekološki diverzitet staništa uslovili su razvoj veoma raznovrsnog biljnog pokrivača na ovoj planini, koji se, u najširem smislu, može raščlaniti na tri vegetacijska tipa:
- šumska vegetacija (šume sladuna i cera, bukove i četinarske šume),
- travnjačka vegetacija (livadska i pašnjačka) vegetacija
- vegetacija pukotina stena, siparišta i točila.

Istraživanjima je utvrđeno da na Suvoj planini postoji 1.261 biljnih vrsta, pri čemu treba imati u vidu da ovaj broj nije konačan, jer se tokom svake istraživačke godine na Suvoj planini otkriju neke nove biljne vrste za koje se ranije nije znalo da tu postoje.
Suvu planinu i njegove ekosisteme naseljava raznovrsna fauna koja je sve više ugrožena uništavanjem biljnog pokrivača kao njihovog prirodnog staništa. To je i glavni razlog što uništavanje biljnog pokrivača utiče na celokupno smanjenje faune ovog područja. Od sisara najznačajniji i najbrojniji su: srna, divlja svinja, zec, lisica, jazavac itd. Fauna ptica na Suvoj planini je bogata raznovrsnim vrstama, koje pored malog broja orlova i sokolova, najčešće čine šumska sova, buljina, tetreb, jarebica kamenjarka, prepelica, fazan itd.

### Flora
Specifičnost šumskog pojasa Suve planine je da su one refugijum znatnog dela tercijarne flore koja je postojala pre ledenog doba na Zemljinoj kugli, u kojoj su bili zastupljeni predstavnici sadašnje tropske, suptropske, mediteranske i atlantske flore. Tercijarna vegetacija Suve planine je po mnogim specifičnostima bila slična sadašnjoj tropskoj. Kontinentalizacija klime tokom kraja tercijara (uzrokovana povlačenjem mora) se nastavila i tokom kvartara i osiromašila je vegetaciju Suve planine posebno tokom ledenog doba.
Zahvaljujući povoljnim klimatskim uslovima i specifičnostima klisura i zaklonjenih krečnjačkih terena Suve planine, nekoliko tercijarnih vrsta (koje su znatno smanjile svoj areal ili potpuno nestale u Evropi) sačuvale su se na prostoru Suve planine kao relikti. Od takvih vrsta za Suvu planinu su karakteristične Goodiera repens, Corallorhiza trifida i Cipripedium calceolus (gospina papučica) koja je u Srbiji pouzdano utvrđena samo u smrčevim šumama Suve planine.
Bogatstvo flore sačuvane na Suvoj planini i njenom podnožju ukazuje ne samo na autohtonost, već i na poreklo i istorijski razvoj ove vegetacije. Vegetacija je na određenim staništima očuvala sve osobine tercijarnih šuma, tako da se može govoriti o određenom stepenu reliktnosti određenih šumskih zajednica na Suvoj planini.
Dominantni tipovi staništa su mešovite širokolisne listopadne i četinarske šume i termofilni delimično kultivisani ili nekultivisani (bogati vrstama) pašnjaci na krečnjacima. Prirodnu vegetaciju Suve planine čini dvadeset pet biljnih asocijacija zajedno sa 128 opisanih endemičnih biljaka i ukupnim brojem od 1.261 biljnih vrsta.
| Pregled biljnih asocijacija Suve planine sa statusom šumske biomase | Pregled biljnih asocijacija Suve planine sa statusom šumske biomase |
| Biljne asocijacije                                                  | Naziv šumske biomase |
| ------------------------------------------------------------------- | --- |
| Hidrofilne šume                                                     | • Šuma jove i lužnjaka • Šuma crne jove • Šuma vrbe i topole - Fitocenoza barske ive • Šuma lužnjak i belog jasena.                                                        |
| Kserofilne šume                                                     | • Šuma sladuna i cera • Šuma grabića sa javorom • Šuma crnog bora |
| Mezofilne šume                                                      | • Šuma kitnjaka i graba • Šuma bukve, sa mahovinom • Šuma bukve, kaspijskog javora i mečje leske • Šuma jele • Subalpijska bukova šuma sa smrčom • Smrčeva šuma • Krivulj. |

Na području Suve planine evidentirana su stara stabla i stabla — zapisi, koja su predložena za zaštitu kao spomenici prirode:
- Hrast (Quercus) u Divljani, opština Bela Palanka
- Klen — vrsta javora (Acer campestre) u Jagličju, opština Gadžin Han

Na Suvoj planini je utvrđeno 128 endemita (ili 10,15% od ukupne flore), od kojih većina pripada stenoendemitima a tri lokalnim (Aquilegia pancicii, Seseli serbicum i Rosa serbica), što je veoma važan pokazatelj biodiverzitološkog značaja ovog područja
„...Fitogeografskom analizom endemične flore Suve planine utvrđeno je da su endemiti raspoređeni u okviru evroazijskog, evroazijskog planinskog, mediteransko-submediteranskog, paleotropskog i srednjoevropskog areal-tipa, kao i u okviru mediteransko-pontskog i srednjoevropsko-mediteransko-pontskog prelaznog arealtipa...spektar endemičnih biljnih vrsta veoma jasno ukazuje da se florogeneza Suve planine odvijala pod veoma specifičnim uslovima, koji se karakterišu spletom srednjoevropskih, mediteransko-submediteranskih i planinskih uticaja, što je posledica visinske i morfološke razuđenosti terena i burne geološke istorije čitavog područja”.
Među reliktnim vrstama tercijarne reliktne flore Evrope na Suvoj planini se pominju dve vrste roda Ramonda (Ramonda serbica i Ramonda nathaliae) koje su ostatak suptropske flore Evrope i Mediterana verovatno afričkog porekla. Ramonda serbica je najsrodnija sa balkanskom vrstom Ramonda nathaliae od koje se pretpostavlja se, još tokom tercijara poliploidijom odvojila u samostalnu vrstu. Brojnost populacije roda Ramonda na Suvoj planini, na 5 m², varira od 10 do 350 individua u zavisnosti od konfiguracije stena i vegetacije.
Navedene reliktna vrste Suve planine zakonom su zaštićena u Srbiji kao prirodna retkost.
- Deo tercijarne reliktne flore Suve planine
- Srpska ramonda (Ramonda serbica)
- Natalijina ramonda (Ramonda nathaliae)
- Pančićeva kandilka (Aquilegia pancicii Degen)

#### Ugroženost biljnih vrsta
„U toku svake istraživačke godine na području Suve planine otkrivane su biljne vrste do tada nepoznate za ovu planinu, a neke od njih su bile noviteti za floru Srbije (Cuscuta planiflora, Cotoneaster melanocarpa, Linum extraaxillare, Petasites kablikianus, Cystopteris montana i Campanula kladniana).”
„Osim toga, floru Suve planine izgrađuje veliki broj endemičnih biljnih vrsta (125), od kojih su neke stenoendemiti ili lokalni endemiti (Aquilegia pancicii i Rosa serbica).”
Od ukupno 1.261 biljne vrste, koliko je do sada evidentirano u flori Suve planine, 267 (21%) se može svrstati u neku od kategorija ugroženosti u flori Republike Srbije. Nakon brojnih studija o ugroženosti biljnih vrsta sprovedenoj na prostoru Suve planine, s kraja 20. veka, utvrđeno je da su na ovom prostoru;
- tri vrste, koje su ranije naseljavale Suvu planinu, pripadaju kategoriji vrsta za koje se osnovano sumnja da su iščezle sa teritorije Srbije,
- dvadeset vrsta pripada kategoriji kritično ugroženih vrsta (CR),
- trideset vrsta pripada kategoriji ugroženih vrsta (EN),
- osamdeset vrsta kategoriji ranjivih (VU)
- stodvadesetpet kategoriji vrsta niskog rizika ugroženosti,
- za devet vrsta nema dovoljno podataka o njihovoj rasprostranjenosti.

Na osnovu rezultata populacione analize najugroženijih biljnih vrsta Suve planine, najveći broj je rasprostranjen na severozapadnom grebenu planine (šire područje Trema i Sokolovog Kamena). Visok stepen prisustva ugroženih biljnih vrsta u flori Suve planine,
u kojoj je svaka peta vrsta na neki način ugrožena i da joj pre ili kasnije preti opasnost od iščezavanja sa područja Republike Srbije, govori koliki je biodiverzitološki značaj Suve planine.

### Fauna
Brojna staništa i ekosisteme Suve planine naseljava izuzetno raznovrsna fauna;
- entomofauna — 259 vrsta insekata — artropoda,
- dnevnih leptira — 86 vrsta leptira,[74]
- herpetofauna — 14 vrsta životinja iz klase vodozemaca i gmizavaca,
- ihtiofauna — 13 vrsta riba,
- ornitofauna — 139 vrsta ptica
- teriofauna — 25 vrsta sisara.

Zahvaljujući istraživanjima Gradojevića (1930. do 1931), Jakšića (2003. do 2004) i Stojanovića i Radića (2007) do sada je na Suvoj planini utvrđeno 86 vrsta dnevnih leptira, od kojih su nacionalno značajne populacije sledećih ciljnih vrsta: Zerynthia polyxena, Parnassius mnemosyne.
- Mrežokrilac i dnevni leptiri zastupljene na prostoru Suve planine
- Neuroptera >(Libelloides macaronius)
- Običan lastin repak (Papilio machaon)
- Šafranovac (Colias croceus)
- Žilićasti kupusar (Pieris napi)
- Selenia lunularia

Srbija je posle Češke jedna od najbolje istraženih teritorija u Evropi za diverzitet osa potfamilije Aphidinae. Šira teritorija grada Niša, uključujući: Suvu planinu Jelašničku i Sićevačku klisuru se intenzivno istražuje poslednjih decenija 21. veka,i na tom prostoru su pronađene dve vrlo retke vrste Paralipsis enervis Foerster i Aclitus obscuripennis Foerster.
Reke podnožja Suve planine bogate su autohtonim vrstama riba (potočna pastrmka, potočna mrena, krkuša, klen, šaran, babuška, kaugler, deverika, bodorka...).
Procentualno u odnosu na Srbiju, na Suvoj planini je registrovano 43% vrsta vodozemaca i 63% vrsta gmizavaca. Naročito je veliko bogatstvo Reptilia, gde je od 22 vrste gmizavaca registrovanih u Srbiji, 13 vrsta registrovano na Suvoj planini.
Zmije su na Suvoj planini zastupljene sledećim svojim predstavnicima: smukom (Coluber longissimus), dosta brojnim poskokom (Vipera ammodytes), šarkom (Vipera berus) i u vodama potoka i reka u slivu Suve planine belouškom (Natrix natrix).
- Zmije zastupljene na prostoru Suve planine
- Smuk (Coluber longissimus),
- Poskok (Vipera ammodytes)
- Šarka
(Vipera berus)
- Belouška (Natrix natrix)

Na Suvoj planini je utvrđeno 139 vrsta ptica, od kojih su najznačajnije:
U I režimu zaštite: bela kanja (Neophron percnopterus), suri orao (Aquila chrysaetos), sivi soko (Falco peregrinus), orao zmijar (Circaetus gallicus), riđi mišar (Buteo rufinus), kratkoprsti kobac (Accipiter brevipes), jastreb (Accipiter gentiles).
U II režimu zaštite: ušata ševa (Eremophila alpestris), планински попић (Prunella collaris), drozd kamenjar (Monticola saxatilis), bonelijev zviždak (Phylloscopus bonelli), mala muharica (Ficedula parva), puzgavac (Tichodroma muraria), žutokljuna galica (Pyrrhocorax graculus).
Zato je Suva planina, kao područje značajnog stanište ptica, uvršteno u međunarodni spisak IBA područja, kao prostor pogodan za posmatranje i proučavanje ptica i ima nacionalni kod SER 028.
- Deo najznačajnije faune Suve planine
- Šumski puh  Dryomys nitedula
- Bela kanja  (Neophron percnopterus)
- Šumski miš (Apodemus sylvaticus)
- Orao zmijar (Circaetus gallicus)

Fauna sisara, na osnovu broja zastupljenih vrsta (26 vrsta), njihovog prostornog rasporeda i uloge u funkcionisanju ekosistema, predstavlja značajan segment prirodnih vrednosti Srbije. U Fauni sisara Suve planine posebno se ističu snežna voluharica (Chionomys nivalis), veliki sivi puh (Myohus glis), divlja macka (Felix silvestris), a od posebnog značaja su i Microtus subterraneus, Spalax leucodon, Apodemus sylvaticus, Dryomys nitedula.

## Privreda, turizam i kulturno nasleđe
Suva planina pripada strukturnom tipu »tri« ruralnih područja Srbije, sa najvišom stopom ruralnog siromaštva i ukupne nezaposlenosti; sa privrednim granama usmerenim ka korišćenju prirodnih resursa, i poljoprivredom koja je narušena nepovoljnim geografskim i strukturnim karakteristikama (što je osnovno obeležje svih brdsko-planinskih, izolovanih i perifernih područja i regiona Srbije), ali i sa urbanim razvojem u okolnim rubnim delovima Suve planine u urbanim centrima i opštinama koje takođe pripadaju grupi dominantno ruralnog tipa.

### Privredne delatnosti
Glavne privredne delatnosti su eksploatacija šuma i tradicionalna poljoprivreda (ratarstvo, stočarstvo, pčelarstvo i sakupljanje lekovitog bilja i šumskih plodova). Poljoprivredno zemljište na području Suve planine zauzima površinu od ukupno 152,20 km² (47,77%) u čijoj strukturi dominiraju livadsko-pašnjački travnati sistemi (sa 22,35 do 50% površina) što je na ovom području opredelilo poljoprivrednu proizvodnju ka stočarstvu (prevashodno ovčarstvu i govedarstvu).
Vinogradarstvo, kao grana poljoprivrede, neguje se u nižim, obodnim delovima Suve planine, jedino na teritoriji opštine Bela Palanka. Površine pod vinogradima nalaze se u istočnom delu Suve planine, najviše u atarima sela Vrgudinac, Novog sela i sela Mokre.
Meštani sela Mali Krčimir, jedni se na ovom delu planine, pored poljoprivrede masovnije bave i pečenjem kreča u poljskim krečanama, dok je u ostalim selima Zaplanja ona u izumiranju. U 2014. godini najviše krečnih peći registrovano je u Malom Krčimiru, deset, po dve su ostale u Sopotincima i Gornjem Dušniku, dok su u Ćelijama, Miljkovcu i Donjem Dušniku preživele tek po jedna.
Odnedavno meštani sela Gornji Dušnik bave se ribarstvom u prvom ustanovljenom ribnjaku za uzgoj pastrmke.
Tercijalni sektor privrede je slabo razvijen (trgovina, ugostiteljstvo, turizam i saobraćaj).
Kao posebna grana poljoprivrede koja u poslednje vreme sve više dobija na značaju na području Suve planine, a u skladu sa režimima zaštite životne sredine i zdravlja je sakupljanje šumskih plodova i lekovitog bilja.
| Najatraktivnije lekovito bilje i šumski plodovi za sakupljanje na Suvoj planini | Najatraktivnije lekovito bilje i šumski plodovi za sakupljanje na Suvoj planini                                                                 |
| Vrste                                                                           | Lekovito bilje i šumski proizvodi |
| ------------------------------------------------------------------------------- | --- |
| Lekovito bilje                                                                  | • Kamilica (Matricaria Chamomile) • Kantarion (Hipericum perfolatum) • Majčina dušica (Thimus serrpillum) • Hajdučka trava (Achilea milefulium) |
| Šumski plodovi                                                                  | • Glog (Crategus monogina jucde) • Zova (Sambucus nigra) • Kleka (Juniperus communis) • Divlja ruža (Rosa canina)                               |
| Gljive                                                                          | • Vrganj • Lisičarka — koje se javljaju u šumama                                                                                                |

S obzirom na očuvanu životnu sredinu, Suva planina je pogodna za poljoprivrednu proizvodnju bez upotrebe mineralnih đubriva, pesticida i ostalih agrohemijskih mera i pogodna za proizvodnju zdrave hrane (po standardima Evropske Unije), komplementarni razvoj turizma i turističku ponudu.
Područje Suve planine zahvata delove tri lovišta kojim gazduje Lovački savez Srbije: lovište „Suva planina”, lovište  „Nišava”  i lovište  „Zaplanje” .

### Saobraćaj
Glavne saobraćajnice koje povezuje širi prostor Suve planine čine železnička pruga i put I reda Niš-Dimitrovrad, koje se pružaju dolinom Nišave. Sa ove saobraćajnice, području Suve planine može se pristupiti iz:
Pravca opštine Bela Palanka lokalnim putnim pravcima II reda Bela Palanka-Babušnica, i Niš-Bonjinci i Bonjinci-Babušnica.
Pravca severnih i severozapadnih naselja u podnožju Suve planine, Ploča i Sićevačke klisure lokalnim putnim pravcima II reda, Čukljenik—Donja Studena—Gornja Studena—Jelašnica, dolinom Jelašničke reke kroz Jelašničku klisuru, koji se u Jelašnici račva u dva pravca, do Proseka severnim krakom i Ostrovice severoistočnim krakom (trasom starog rimskog puta Via militaris).
Pravca opštine Niška Banja lokalnim putnim pravcima II reda, Niška Banja-Jelašnica-Gornja Studena-Donja Studena-Čukljenik i pravcem Niška Banja-Gadžin Han ili Zaplanje, kroz klisuru Kutinske reke, gde vodi zaplanjsko—lužnički put ili državni pute II reda br. 241, Donji Dušnik—Gornji Dušnik kao i pravac, državni put II reda br. 242, Ravna Dubrava—Veliki Krčimir—Mali Krčimir (Semče)
Pored ovih komunikacija postoji i veći broj puteva lokalnog značaja, od kojih su mnogi teže prohodni za motorna vozila. Veći deo Suve planine je teško prohodan.

### Turizam
Turistička i rekreativna ponuda Suve planine je nedovoljno razvijena i afirmisana. Na ovo umnogome utiče stanje puteva koje je na pojedinim deonicama veoma loše što bitno umanjuje pristupačnost i kvalitet dolaska do turistički najatraktivnijih izletišta ili potencijalnih smeštajnih kapaciteta za seoski turizam, mali broj visokokvalitetnih turističkih objekata i loše organizovana i povezana turistička ponuda, kako među opštinama suvoplaninske oblasti, tako i sa drugim opštinama u Regionu.
Trenutna turistička ponuda Suve planine primarno se oslanja na ispodnavedeno.

#### Đački turizam
U selu Divljana, (udaljeno desetak kilometara od Bele Palanke) nalazi se dečje odmaralište Divljana-„Škola u prirodi” u kojoj osnovne škole iz Nišavskog i Pirotskog okruga izvode nastavu u prirodi. Divljana je na nadmorskoj visini od 510 m, okruženo brdima i sa svih strana zaštićeno od vetrova, sa 40 km² guste šume hrasta, bukve i bora.
Pored škole u prirodi postoji i mini hotel "Gaj", koji je u vlasništvu Crvenog krsta Srbije. Pored odmarališta nalazi se i Manastir Svetog Dimitrija, jedna od svetinja čije se osnivanje vezuje za 4. vek i početke hrišćanstva na ovim prostorima. Dva kilometra od odmarališta, prema Beloj Palanci nalazi se Divljansko jezero idealno za kupanje u vrelim letnjim mesecima.
Pored đaka, lokalno stanovništvo uglavnom Divljanu koristi kao izletište, odredi izviđača iz Srbije za kampovanje u borovoj šumi, a vernici i turisti posećuju manastir.

#### Sportsko rekreativno izletnički turizam
U Donjem Dušniku postoji hotel „Trem” (jedini hotel na ovom području koji je trenutno van funkcije), sa 90 ležaja, restoranom, terasom sa 200 mesta i uređenim terenom za male sportove.
Jedno od najpoznatijih izletišta na Suvoj planini je lokalitet Bojanine Vode, koji se nalazi severozapadno od vrha Sokolov kamen na nadmorskoj visini 860 m. Bojanine vode predstavljaju geografski kompleks na Suvoj planini, površine 17 km². Granice kompleksa čine: na jugu i zapadu greben Suve planine, na istoku granica opština Niška Banja i Bela Palanka i na severu selo Gornja Studena. Nadmorska visina geografskog kompleksa kreće se od 500 do 1.552 m (Sokolov kamen). Prvi planinarski dom na ovom izletištu sagrađen je 1958. (nažalost izgoreo je u požaru) i osmatračnica (1963) a nešto kasnije i planinarski dom „Studenac” (sa 55 kreveta). Voda sa izvora po kome je i lokalitet dobio naziv, po organoleptičkim svojstvima je druga u Evropi, odmah posle Bečke (što je potvrđeno naučnim istraživanjima).
Pored Bojaninih Voda nalazi se uređena skijaška staza „Sokolov kamen” sa žičarom, na kojoj se održavaju takmičenja u skijanju i okuplja veliki broj ljubitelja ski sportova. Skijaška staza je: dužine 900 m sa nadmorskom visinom polaska od 809 m, visinskom razlikom od 363 m, prosečnim nagibom 43%, dužinom ski lifta od 772 m i satnim kapacitetom od 900 skijaša. U blizini ove staze je i ski lift za decu i početnike.
Za alpiniste na Suvoj planini je interesantan prevoj (presedlina) Devojački grob (1.311 m) između Trema i Sokolovog kamena. Najatraktivniji vrhovi su Pasarelo (1.523 m) sa koga se pruža nestvarno lep pogled na ceo kraj i izlazak i zalazak sunca, i teško pristupačan Mosor.
Iznad Niške Banje se nalazi brdo Koritnjak, geografski početak Suve planine. Sa livade na vrhu Koritnjaka održavaju se takmičenja u paraglajdingu, i na njoj je održano jedno od svetskih prvenstava u paraglajdingu što govori o kvalitetu ovog lokaliteta za ovu vrstu sporta. Blizu nje je i napušteno selo Koritnjak, izvor lekovite vode, kao i česma koju je podigao kralj Aleksandar 1930.
U poslednjoj nedelji februara održava se tradicionalni „Zimski uspon na Trem”. U okviru ove manifestacije više stotina planinara po snežnom vremenu u toku jednog dana pokušavaju da prepešače više od 20 km i savladaju visinsku razliku od preko 1.000 m. Poslednjih godina brojka planinara kreće se oko 800, a rekordna je bila 2008, sa preko 1.000 registrovanih učesnika.

### Kulturno istorijski spomenici
Od kulturnih dobara, na području Suve planine nalazi se:
- jedan spomenik kulture od velikog značaja: stara crkva Svetog Vaznesenja u Velikom Krčimiru koja je sagrađena davne 1169, u prednemanjićko vreme, na temeljima neke znatno starije, vizantijske crkve.
- dva spomenika kulture: Crkva Svetog Ilije u Jagličju i Manastir Svetog Velikomučenika Dimitrija kod sela Divljana.[92]
- 10 istorijskih spomenika
- 77 sakralnih objekata i arheoloških lokaliteta
- 55 objekata narodnog graditeljstva

### Verski objekti
Od verskih objekata na području Suve planine nalaze se:
- Hram Svetog Nikolaja u Donjoj Studeni,
- Hram Svete Trojice u Gornjoj Studeni,
- Hram Rođenja Presvete Bogorodice u Mokri,
- Hram Vaznesenja Gospodnjeg u Velikom Krčimiru,
- Crkva Svetog Nikole u Donjem Dragovlju,
- Hram Svete Trojice u Ćelijama,
- Hram Svetog Ilije u Jagličju,
- Manastir Uspenije Presvete Bogorodice u Veti.[49]

## Zanimljivosti
- O specifičnostima Suve planine pisali su i velikani naše nauke Josif Pančić i Jovan Cvijić nazivajući je...„jednim od najgorostasnijih oblika u našim zemljama”.[93][94]
- Jovan Cvijić je svojevremeno Suvu planinu nazvao „Alpi juga Srbije” zbog njenih okomitih stena koje se pružaju na severnoj strani planine, i sa te strane, Suva planina deluje kao da je isečena od glavnog grebena.[95]
- Suva planina se prvo zvala „Kunovica”, po vrlo rasprostranjenom drvetu „kun”. Kasnije dobija novo današnje ime Suva planina zbog neobičnog geološkog sastava i građe stena koje zadržavaju vodu kao u kakvoj „cisterni”, čineći planinu „suvom” — siromašnom vodom.[96]
- Po drugim izvorima područje Suve planine je poznato kao najtoplije i najsuvlje mesto u Srbiji, po čemu je ona i dobila ime Suva planina.

## Napomene
1. ↑  Važno je napomenuti da ovaj broj vrsta najverovatnije nije konačan. Naime, u toku svake istraživačke godine na području Suve planine otkrivane su biljne vrste do tada nepoznate za ovu planinu, a neke od njih su bile noviteti za floru Srbije.[4]
2. ↑  Površ Valožje, Cvijić je nazvao po valogama, za koje je naveo; „da su slične uvalama dinarskog karsta”.
3. ↑  Emerald mreža ima za cilj uspostavljanje ekološke mreže sastavljene od prostornih celina i staništa koje su od posebnog nacionalnog i međunarodnog značaja sa aspekta očuvanja biološke raznovrsnosti.
4. ↑  UPZ — U postupku zaštite.
5. ↑  Treba posebno istaći da je na Suvoj planini ponovo zabeležena pojava dugo isčezle vrste sa ove planine, bele kanje (Neophron percnopterus).

## Literatura
- Grupa autora (1995): Enciklopedija Niša - priroda, prostor, stanovništvo, Gradina, Niš
- Mala enciklopedija Prosveta. 1985. ISBN 978-86-07-00001-2.. Treće izdanje. Beograd: „Prosveta”..
- Jovan Đ. Marković. (1990). Enciklopedijski geografski leksikon Jugoslavije. Sarajevo: „Svjetlost”. ISBN 978-86-01-02651-3...

## Spoljašnje veze
- Istorija Suve planine[мртва веза]
- Šta videti na Suvoj planini?[мртва веза]
- „Suva planina na sajtu Niške planine”. Архивирано из оригинала 27. 11. 2013. г.
- Suva Planina, biser južne Srbije: mapa, staze, ponuda...
- Detaljna geomorfološka karta Bele Palanka 1:100.000
- Najimpresivniji vrh Srbije
- „Niške planine: Seličevica, Suva planina, Svrljiške planine, Kalafat — Niška transverzala”. Архивирано из оригинала 08. 08. 2010. г.
- Priča o putovanju na Trem, najviši vrih Suve planine Архивирано на веб-сајту  (25. јул 2008)
- „Kraški predeli Istočne Srbije” (PDF). Архивирано из оригинала 20. 02. 2016. г.